# Rocky Dawuni
Rocky Dawuni är en reggaemusiker och sångare från Ghana. Hans debutalbum 1996, The Movement – som av den engelska tidningen New Nation kallade "en introspektiv resa i social och andlig medvetenhet" – sålde bra över hela Afrika. Hitlåtar från detta album var What Goes Around och Sugar. 
Rocky Dawuni fanns bland de artister från hela världen som deltog i Amnestys kampanj för att rädda Darfur. Hans låt Well Well Well finns med bland de nedladdningsbara låtar som följde med som bonusmaterial till albumet  Instant Karma: The Amnesty International Campaign to Save Darfur.

## Diskografi
Album
- 1966 The Movement
- 1998 Crusade
- 2001 Awakening
- 2005 Book of Changes
- 2010 Hymns for the Rebel Soul